# Râul Groapa, Lonea
Râul Groapa este un curs de apă, afluent al râului Lonea. 

## Hărți
- Harta județului Cluj
- Harta interactivă - județul Sălaj  Arhivat în 5 septembrie 2009, la Wayback Machine.